# 9-й армейский корпус (Великая армия)
9-й армейский корпус Великой армии (фр. 9e corps d'armée) — корпус впервые был образован Наполеоном осенью 1806 года, и состоял из контингентов союзных германских государств. Распущен после Тильзита. Повторно образован 3 апреля 1812 года.
90% состава этого корпуса были поляки

## Состав корпуса
На 1 июня 1812 года:
- 12-я пехотная дивизия (дивизионный генерал Луи Партуно)
- 26-я пехотная дивизия (дивизионный генерал Херман Данделс)
- 28-я пехотная дивизия (дивизионный генерал Жан-Батист Жирар)
- 30-я бригада лёгкой кавалерии (бригадный генерал Антуан Делетр)
- 31-я бригада лёгкой кавалерии (бригадный генерал Франсуа Фурнье-Сарловез)

На 16 октября 1813 года:
- 51-я пехотная дивизия (дивизионный генерал Луи Тюрро)
- 52-я пехотная дивизия (дивизионный генерал Жан-Батист Семле)

## Командование корпуса

### Командующие корпусом
- принц Жером Бонапарт (1806 – 1807)
- маршал Виктор (3 апреля 1812 – 1813)
- маршал Пьер Ожеро (18 июня 1813 – )

### Начальники штаба
- дивизионный генерал Габриэль Эдувиль (1807)
- полковник Луи Юге-Шато (1812)
- дивизионный генерал Франсуа Байи де Монтион (1813)

### Командующий артиллерией
- полковник Кама (1807)
- полковник Пьер Карон (1812)
- бригадный генерал Жозеф Пельгрен (1813)

### Командующий инженерами
- полковник Бизо-Шармой (1812)
- бригадный генерал Гийом Дод (1813)

### Комендант главной квартиры
- командир батальона Лежа (1812)

## Формирование
3 марта 1812 года образована 26-я дивизия пехоты.
В апреле 1812 года сформирована 28-я дивизия пехоты.
В мае 1812 года в состав корпуса из 3-го армейского корпуса переведена 12-я дивизия пехоты, её части составляли гарнизоны Магдебурга, Шпандау и Берлина.
В начале кампании дивизия состояла из одной бригады, а третьи батальоны польских полков находились в стадии формирования в депо.